# Spinetta, el video
Spinetta, el video es una película documental argentina, realizada en 1986 y dirigida por Pablo Perel y producción de Ralph Rothschild, que transcurre durante el tiempo que el músico argentino Luis Alberto Spinetta grababa el álbum Privé. La película circuló y fue vista durante más de dos décadas en circuitos under, hasta que en 2011 ofreció exhibirla en el circuito comercial. 
Fue la primera película argentina producida en video que se exhibió en público por una vez vendiendo entradas oficiales del Instituto Nacional de Cine (actual INCAA).

## Antecedentes
Luis Alberto Spinetta les había regalado a Pablo Perel y Ralph Rothschild, que por entonces trabajaban como redactores en la revista de rock y contracultura Expreso Imaginario, una cámara de video en 1977. Una década después, al regresar cada uno de su exilio en Europa, ambos decidieron realizar un video con Spinetta sobre su mundo íntimo.

## Sinopsis
En un clima intimista, el filme está realizado en los Estudios Moebius, una casa quinta que Spinetta alquilaba en Castelar y la casa del pintor Sixto Caldano, autor de la tapa del álbum Madre en años luz (1984) de Spinetta Jade. El documental alterna escenas de recitales públicos y videos históricos anteriores, algunos inéditos, con conversaciones personales y temas interpretados por Spinetta, con cantidad de músicos invitados, como Fito Páez, Edelmiro Molinari, Rodolfo García, Emilio del Guercio, Juan Carlos "Mono" Fontana, Héctor Starc, Ulises Butron, Horacio "Chofi" Faruolo, Isabel de Sebastián y Fabiana Cantilo, mientras Spinetta realizaba el álbum Privé, en los meses de noviembre y diciembre de 1985. 
El documental incluye animaciones realizadas por el director Pablo Perel. Uno de los momentos más emotivos (min. 30:35) es cuando Almendra canta "Muchacha (ojos de papel) mientras llora el Hombre de la Tapa del primer álbum de Almendra, un ser que había sido dibujado por Spinetta y que es un símbolo de su arte. Spinetta le dijo a Perel que “vos fuiste el que me hizo ver llorar al Hombre de la Lágrima”.
El video incluye versiones originales en vivo, de la mayoría de los temas de Privé, con varios temas cantados por Spinetta acompañado por su guitarra en el parque, notables arreglos del Mono Fontana en "La pelícana y el androide", un solo de guitarra de Starc, una versión de "Pobre amor, llámenlo", con Fito Páez y los coros de Isabel de Sebastián y Fabiana Cantilo, “Alfil, ella no cambia nada”, entre otros temas.

## Temas interpretados en el filme
| Pista | Título                       | Notas                                                                                  |
| ----- | ---------------------------- | -------------------------------------------------------------------------------------- |
| 1     | "Alfil, ella no cambia nada" | versión de estudio                                                                     |
| 2     | "Barro tal vez"              | en vivo en la Barrancas de Belgrano                                                    |
| 3     | "Asilo de tu corazón"        | versión de estudio                                                                     |
| 4     | "Viento del lugar"           | en vivo en la Barrancas de Belgrano                                                    |
| 5     | "Un niño nace"               | con su guitarra acústica en el jardín                                                  |
| 6     | "Muchacha (Ojos de papel)"   | (fragmento en vivo)                                                                    |
| 7     | "Una sola cosa"              | solo de guitarra de Héctor Starc en estudio                                            |
| 8     | "Rutas argentinas"           | fragmento                                                                              |
| 9     | "Una cosa sola"              | versión de estudio                                                                     |
| 10    | "Panadero ensoñado"          | versión Pescado 2                                                                      |
| 11    | "No seas fanática"           | versión de estudio, fragmento                                                          |
| 12    | "La pelícana y el androide"  | con su guitarra acústica en el jardín                                                  |
| 13    | "La pelícana y el androide"  | solo de piano del Mono Fontana en estudio                                              |
| 14    | "Pobre amor, llámenlo"       | versión de estudio con Fito Páez, Fabiana Cantilo, Isabel de Sebastián y Ulises Butrón |
| 15    | "Ropa violeta"               |                                                                                        |

## Aparecen en el filme
- Luis Alberto Spinetta
- Dante Spinetta
- Catarina Spinetta
- Valentino Spinetta
- Patricia Salazar
- Luis Santiago Spinetta
- Julia Ramírez de Spinetta
- Fito Páez
- Edelmiro Molinari
- Rodolfo García
- Emilio del Guercio
- Juan Carlos "Mono" Fontana
- Héctor Starc
- Ulises Butron
- Horacio "Chofi" Faruolo
- Isabel de Sebastián
- Fabiana Cantilo
- Sixto Caldano
- Liliana Aizenstein